# Жоравки та Покорські-Жоравки
Жоравки та Покорські-Жоравки — козацько-старшинський, згодом дворянський рід українського походження.
Бере свій початок від козака Івана, який жив у 2-й половині 17 століття. Його син Лук'ян Іванович обіймав уряди (посади) новгород-сіверського сотника (1696—1709), стародубського полковника (1709—19). Мав 3-х синів — Григорія, бунчукового товариша (1723), який був одружений з дочкою наказного гетьмана Павла Полуботка Ганною; Тимофія, бунчукового товариша (1727), та Ісайю, священика. Іван Григорович обіймав посади — бунчукового товариша (1747—65), генерального осавула (1765—81), статського радника (1775, 1792), Антон Тимофійович (рік народження невідомий—1781) — був бунчуковим товаришем. Це останні прямі нащадки роду Жоравків по чоловічій лінії. Рід продовжився по жіночій лінії, коли надвірний радник (1784) Іван Данилович Покорський одружився з Наталією Іванівною Жоравко (нар 1749 в селі Перове під Москвою). Відтоді їхні нащадки почали іменуватися Покорськими-Жоравками.
Покорські — представники шляхти, які ведуть свій родовід від Федора, лавника стародубського магістрату (1700). Серед них відомі: Опанас — стародубський полковий писар, бунчуковий товариш, 1725 року був засланий до Архангельська (нині місто в РФ), його сини Данило, Григорій та Олексій, бунчукові товариші (1730—51); Павло, який займав уряд мглинського сотника (1772—82).
Серед Покорських-Жоравків найвідоміший Олександр Іванович (1813—74) — закінчивши навчання в Новгород-Сіверській гімназії та Харківському університеті спрямував свою діяльність на розвиток вітчизняного бджолярства. Мав велику пасіку на хуторі Аннинськ Мглинського повіту Чернігівської губернії, пропагував винаходи Петра Прокоповича, засновника культури бджолярства. Редагував «Труды Вольного экономического общества». Член «Императорского Московского общества испытателей природы», «Ученого комитета министерства государственных имуществ», член-кореспондент Паризького політехнічного товариства.
Жоравки перебували у родинних стосунках з такими відомими родами, як Полуботки, Лизогуби, Розумовські, Домбровські. Володіли селами Коробоничі, Киселівка, Журавка, Боровичі, Шапочка, Гудов, Лук'янівка, Сосновка, Крапивне, Очкино та іншими маєтностями.
Відома також новгород-сіверська гілка цього роду, яка веде початок від Жоравка — власника гуральні у Новгороді-Сіверському (1688). З-поміж представників цієї гілки відомі: Іван Тимофійович — новгород-сіверський городовий отаман, Макар — новгород-сіверський сотенний осавул (1725), Григорій — новгород-сіверський сотенний комісар (1746), Яків Федорович — військовий товариш (1765—67). Герб роду Жоравків — лук із натягнутою стрілою, вістрям догори (польський герб «Лук»), герб роду Покорських-Жоравків — «Покора змінена». Рід Жоравків внесено до 2-ї частини («военное дворянство, приобретенное чином военной службы») Родовідної книги Чернігівської губернії. В Чернігівському історичному музеї ім. В.Тарновського зберігається кілька автографів Лук'яна Жоравка, стародубського полковника.